# 2003 SQ222
2003 SQ222, a veces también llamado 2003 SQ222, es un meteoroide que a las 22:56 UTC del 27 de septiembre de 2003 pasó a una distancia de 80.000 kilómetros de la tierra, lo que equivale a 13,24 radios terrestres medidos desde el centro del planeta.

## Casos similares
A la fecha de su descubrimiento, confirmado con carácter retroactivo el 1 de octubre de 2003, se convirtió en el objeto que pasó más próximo a la superficie de la Tierra entre los registrados en el MPC,, superando a 1994 XM1 en su paso del 9 de diciembre de 1994. El 18 de marzo de 2004, este liderazgo pasó a 2004 FH que pasó tan solo a unos 30.000 km de la Tierra. Otros objetos han ido descubriéndose más tarde, ostentando el récord actual 2011 CQ1 que el 4 de febrero de 2011 sobrevoló la Tierra a solo 0,85 radios terrestres.
En comparación, los satélites geoestacionarios orbitan a 5,6 radios terrestres, los satélites GPS orbitan a 3,17 radios terrestres desde el centro del planeta y la distancia Tierra-Luna es de más de 50 radios terrestres.

## Dimensiones y órbita
2003 SQ222 fue observado 17 veces en 4 días hasta que fue imposible seguirlo. Hay imágenes que dan fe de un descubrimiento previo. Sin embargo, su órbita fue calculada con buena precisión.
Se estimó que 2003 SQ222 tenía solo 5 metros de diámetro. Esto significa que se quemó debido a la fricción atmosférica antes de su posible impacto con el suelo. Objetos con menos de 50 metros de diámetro se clasifican generalmente como meteoroides en vez de como asteroides.